# Chinattus taiwanensis
Chinattus taiwanensis es una especie de arañas araneomorfas de la familia Salticidae.

## Distribución geográfica
Es endémica de Taiwán.

## Descripción
Esta araña tiene una longitud (excluyendo las piernas) de 3,9 mm. La parte dorsal del exoesqueleto es de color marrón fuerte, y las piernas y el abdomen cilíndrico son de un color entre gris y negro.
Se puede distinguir del Chinattus validus, una especie similar, por la forma del pedipalpo.  